# Roca industrial
Se llaman rocas industriales a todas aquellas que son de utilidad al ser humano, ya sea de forma directa o tras haber experimentado un tratamiento adecuado. Son rocas que se aprovechan por sus propiedades fisicoquímicas, independientemente de las sustancias y la energía que se pueda extraer.
Estas rocas se destinan fundamentalmente al sector de la construcción y en menor proporción al sector siderúrgico, químico y agrícola. Suelen ser rocas abundantes en la corteza terrestre, fácilmente asequibles, que no suponen un elevado coste de explotación y por lo tanto baratas.
Normalmente se explotan a cielo abierto en lugares denominados canteras, que producen un gran impacto en el entorno, ya que comportan la destrucción total de la vegetación y del suelo, y que quedan rápidamente agotadas debido al elevado ritmo de extracción.

## Aplicaciones de las rocas industriales
Según el Instituto Geológico y Minero de España las rocas industriales pueden clasificarse en cinco grandes grupos, según su utilidad: áridos, aglomerados, rocas de construcción, vidrio y productos cerámicos.

### Áridos
Los áridos están formados por piedras o fragmentos de piedra de diversos tamaños (bloques, cantos, gravas, arenas, limos, arcillas) que se utilizan fundamentalmente en la construcción de edificios y en obras públicas (pavimentación de carreteras, balasto, etc.)
Los áridos naturales (gravas, arenas, etc.) se extraen directamente de canteras y son en general de naturaleza silícea solo tienen que clasificarse por tamaños antes de su comercialización. Los clastos suelen ser redondeados ya se acostumbran a provenir de depósitos fluviales.
Los áridos de trituración se extraen en grandes bloques que deben ser triturados antes de su clasificación y comercialización. Suelen ser de naturaleza diversa, pero predominan por su importancia los calizos. Son más angulosos que los naturales por lo que presentan más fricción y cohesión entre ellos y por tanto mayor resistencia a corrimientos.

### Conglomerantes
Se denomina conglomerante al material capaz de unir fragmentos de uno o varios materiales y dar cohesión al conjunto mediante transformaciones químicas en su masa que originan nuevos compuestos. Los conglomerantes se utilizan como medio de unión, formando pastas llamadas morteros o argamasas. Los principales conglomerantes son el cemento, el yeso y la cal.
- El cemento común se hace calcinando con una mezcla de caliza, arcilla y arena silícica.
- El cemento portland, el más usado en construcción, se fabrica añadiendo yeso a la mezcla cocida anterior.
- El yeso se usa en placas para techos y paredes prefabricados, enyesado de paredes, etc.
- La cal es un óxido impuro de calcio que se obstiene cociendo roca caliza. Es un sólido blanco que se usa para preparar bases alcalinas, como material refractario, para pintar paredes, etc.

### Productos cerámicos
Las arcillas, las margas y el caolín son rocas formadas principalmente por silicatos de aluminio hidratados que tienen la propiedad de comportarse plásticamente cuando se mezclan con agua, siendo la base de la industria cerámica.
El 80% se dedica a la fabricación de baldosas, ladrillos, tejas, un 11% se usa como aditivo al cemento y un 3% a cerámica fina.

### Rocas de construcción
Las rocas de construcción admiten ser cortadas y se usan como materiales de construcción; destacan:
- Basalto. Se usa como material de construcción y como áridos de trituración.
- Rocas carbonatadas, como la caliza, dolomía, mármol que se usan como materiales ornamentales en fachadas, cocinas, aseos, jardinería, como áridos de trituración y sobre todo como materia prima en la fabricación de cemento.
- Pizarra y esquisto. Se usan en tejados y paredes fachadas, y como áridos de trituración.
- Rocas graníticas, como el granito, la diorita, el pórfido, la pegmatita que son sobre todo materia prima para áridos de trituración, pero también como superficies de trabajo en cocinas, adoquines, baldosas, balasto, etc.

### Vidrio
El vidrio proviene mayoritariamente del cuarzo, mineral presente sobre todo en arenas, areniscas y cuarcitas o bien muy concentrado y puro en filones. Para aumentar su calidad y resistencia el cuarzo se mezcla con óxidos alcalinos, cal o flúor.
Los usos del vidrio son muy diversos, desde ventanas, hasta aislantes de la electricidad, pasando por recipientes para usos domésticos, industriales y en los laboratorios, ya que es resistente a la acción de la mayoría de agente químico.